# Atrophaneura dixoni
Atrophaneura dixoni is een vlinder uit de familie van de pages (Papilionidae). De wetenschappelijke naam van de soort is voor het eerst geldig gepubliceerd in 1901 door Henley Grose-Smith.